# Porque el amor manda
Porque el amor manda és una telenovel·la mexicana produïda per Juan Osorio per Televisa en 2012. Adaptació de la telenovel·la colombiana del 2011, El secretario de Caracol Televisión. És protagonitzada per Fernando Colunga i Blanca Soto, i les participacions de Claudia Álvarez, Erick Elías, Carmen Salines, Julissa, Ninel Conde i Jorge Aravena.

## Sinopsi
Jesús García (Fernando Colunga) viu a Chicago estudiant i treballant després de ser víctima d'un frau que el va arruïnar sis anys enrere. Un dia, descobreix per mitjà del seu company d'habitació que té una filla anomenada Valentina (María José Mariscal) amb la seva ex-xicota Verónica (Claudia Álvarez) nascuda després d'anar-se'n a viure als Estats Units.
Per aquest motiu, torna a Monterrey (Nuevo León), la seva terra natal, per mitjà d'un delinqüent a qui coneix quan l'atropella mentre reparteix pizzes. El delinqüent accepta ajudar amb la condició de portar una maleta a un orfenat. Jesús accepta les condicions sense saber que hi ha més d'un milió de dòlars a la maleta, de manera que el detenen a l'aeroport de Monterrey. Després d'interrogar-lo, la policia el deixa sortir en llibertat condicional, però amb antecedents penals.
Quan el deixen anar coneix a la seva filla Verónica, pero aquesta li adverteix que per poder estar prop seu ha de tenir un treball i una vida digna, per la qual cosa Jesús busca feina a la ciutat. Els antecedents penals són un impediment per a Jesús, però quan arriba a AVON a una entrevista de treball es troba amb la Llicenciada Ànima Montemayor (Blanca Soto), executiva de l'empresa, a la qual salva d'un accident.
Després de diversos problemes, contracten a Jesús com a secretari, cosa que al principi no li agrada gens, però després es conforma amb el treball. No obstant això, Jesús haurà de bregar amb les burles dels seus companys i companyes, del seu cap, el llicenciat Fernando Rivadeneira (Alejandro Àvila) i, sobretot, del director regional d'AVON: Rogelio Rivadeneira (Erick Elías), germà de Fernando. Així i tot, Jesús viurà experiències inoblidables i diversos successos còmics amb Ànima, i tot el que succeeixi serà... Perquè l'amor mana.